# Krwiak nadokostnowy
Krwiak nadokostnowy – uraz mechaniczny tworzący się przez uszkodzenie naczyń krwionośnych okostnowych i krwawym wylewie pomiędzy okostną a czepcem ścięgnistym czaszki. 
Krwiak nadokostnowy powstaje na skutek długotrwałego uciski podczas przedłużającego się porodu, niepodatności szyjki macicy, dysproporcji główkowo-miednicowej, porodów zabiegowych (kleszcze położnicze, próżnociąg) ustępuje po kilku dniach do kilku tygodni.